# Igreja do Mirante

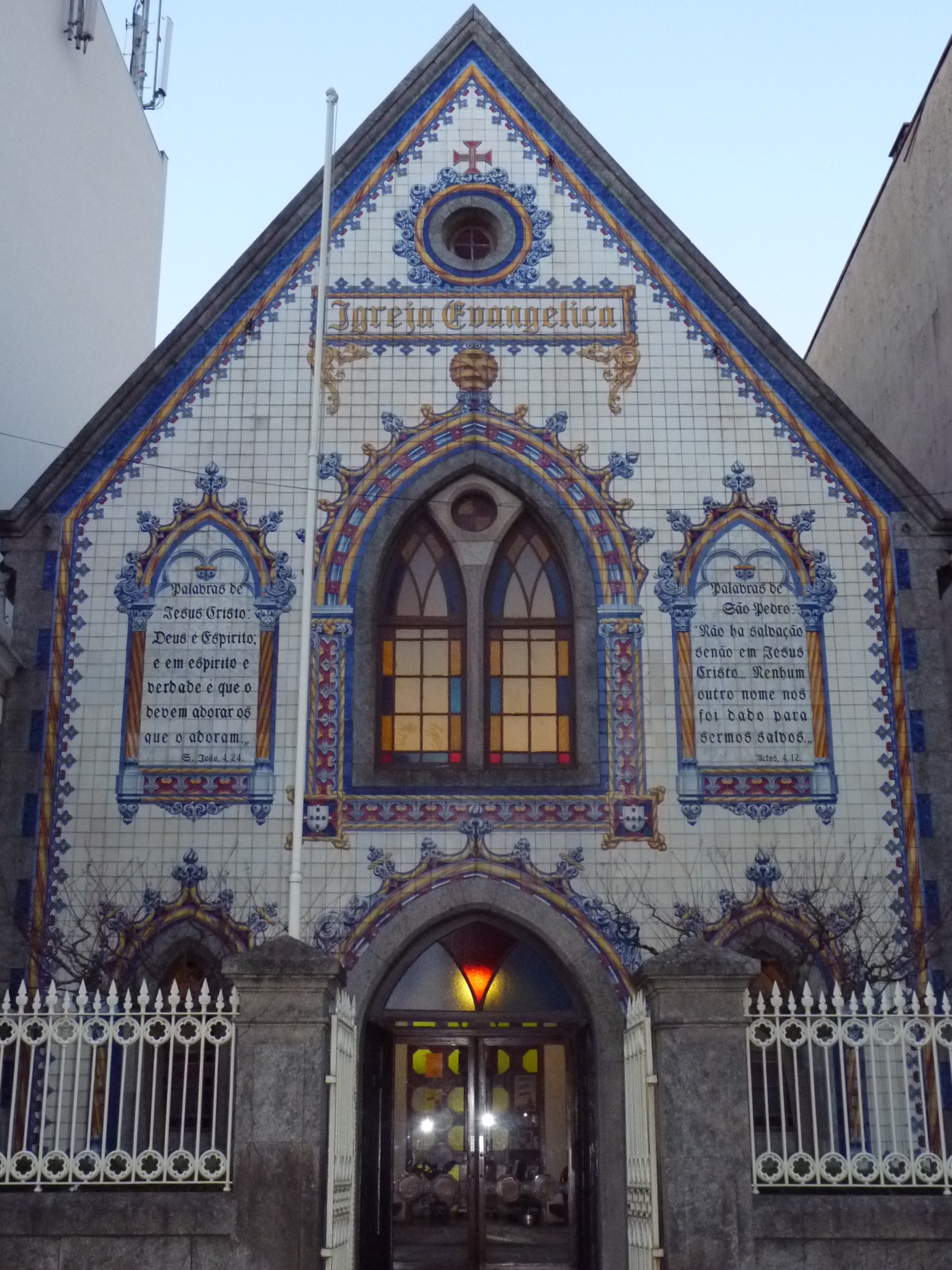

A igreja do Mirante é uma igreja no coração da cidade do Porto, existente desde 1877. Propõe-se ser uma igreja aberta, para aqueles que procuram conhecer a fé cristã no século XXI.
É uma igreja com um passado rico (é o templo protestante mais antigo da cidade), com um contributo marcante na história do protestantismo português e no serviço à comunidade.
Segue a perspetiva de vida transmitida por Jesus e dá a conhecer a universalidade desta visão à cidade cosmopolita do Porto da atualidade.

A igreja do Mirante é uma igreja Evangélica Metodista.